# Падение последней империи
«Синьхайская революция» (кит. 辛亥革命, Xīnhài gémìng), также известен под названиями «1911» и «Падение последней империи» — историческая драма Джеки Чана и Чжан Ли, премьера которой состоялась 23 сентября 2011 года.
Этот фильм вышел на экраны в 100-летнюю годовщину Синьхайской революции, свергнувшей монархию в Китае в 1911 году.
Картина также является 100-м фильмом в карьере Джеки Чана. Помимо того, что он снялся в этой картине в роли одного из главных героев, революционера Хуан Сина, он является исполнительным продюсером и режиссёром этого фильма. В картине также снялись Джейси Чан, Ли Бинбин, Уинстон Чао, Джоан Чэнь и другие звезды гонконгского и китайского кинематографа.

## Сюжет
Фильм рассказывает о временах, когда была свергнута маньчжурская династия в Китае и основана Китайская республика.
Фильм иллюстрирует события восстания в Учане, второго гуандунского восстания, казнь 72 борцов за революцию, избрание президентом Сунь Ятсена, отречение малолетнего императора Пу И и провозглашение республики, приход к власти Юань Шикая.

## В ролях
- Джеки Чан — Хуан Син
- Уинстон Чао — Сунь Ятсен («Сунь Вэнь»)
- Ли Бинбин — Сюй Цзунхань, жена Хуан Сина
- Сунь Чунь — Юань Шикай
- Джейси Чан — Чжан Чжэньу, участник Учанского восстания
- Ху Гэ — Линь Цзюэминь
- Юй Шаоцюнь — Ван Цзинвэй
- Джоан Чэнь — вдовствующая императрица Лунъюй
- Цзян У — Ли Юаньхун
- Нин Цзин — Цю Цзинь
- Цзян Вэньли — Сун Цинлин, жена Сунь Ятсена
- Тинг Мей — Чэнь Иин
- Син Цзядун — Сун Цзяожэнь
- Жонгван Вэй — Икуан, первый премьер-министр империи Цин
- Ху Мин — Ляо Чжункай
- Ива Лоу — наложница Цзинь
- Ю-Ханг То — Сюн Бинкунь, участник Учанского восстания
- Су Hanye — император Пу И
- Ван Я’нань — Юань Кэдин, сын Юань Шикая
- Тобгьял — Фэн Гочжан
- Майкл Лацидония — Гомер Ли